# Опавшие листья (фильм)
«Опавшие листья» или «Мёртвые листья» (фин. Kuolleet lehdet) — художественный фильм финского режиссёра Аки Каурисмяки, продолжение «Пролетарской трилогии», главные роли в котором сыграли Алма Пёюсти и Юсси Ватанен. Его премьера состоялась в мае 2023 года на Каннском кинофестивале, где картина получили приз жюри. Представитель Финляндии на «Оскаре 2024» в категории «Лучший международный фильм».

## Сюжет
Главные герои фильма — двое немолодых людей, которые случайно встречаются в ночном Хельсинки, а потом пытаются снова найти друг друга.

## В ролях
- Алма Пёюсти — Анса
- Юсси Ватанен — Холаппа[8]
- Сакари Куосманен — мужчина в гостинице
- Юхо Куосманен — камео[9]
- Мартти Суосало — начальник Ансы
- Алина  Томникова — Тоня

## Премьера и восприятие
Премьерный показ «Опавших листьев» состоялся в мае 2023 года на Каннском кинофестивале. Картина участвовала в основной программе и получила приз жюри.
Один из рецензентов охарактеризовал «Опавшие листья» как «трогательную и скромную зарисовку о людях, которые просто хотят урвать от этой бестолковой несправедливой жизни маленький кусочек любви и радости, разделить с кем-то счастье и убедиться, что надежда еще есть».

## Награды
- 2023 — Приз жюри на Каннском кинофестивале
- 2023 — Гран-при ФИПРЕССИ